# 蝠状无刺鲼
蝠状无刺鲼（学名：Aetomylaeus vespertilio），又名網紋鷂鱝、魴仔，为鲼科无刺鲼属的鱼类。分布于爪哇海、马六甲海峡以及南海等海域。该物种的模式产地在Plagiost。